# Air Operator Certificate
Das Air Operator Certificate (AOC), deutsch: Luftverkehrsbetreiberzeugnis (in den USA Air Carrier Operating Certificate), ist in der Europäischen Union die Voraussetzung zur Erteilung einer Betriebsgenehmigung zur Erbringung von Flugdiensten an ein Unternehmen. Grundlage für die Erteilung einer Betriebsgenehmigung anhand des AOC ist die Verordnung (EG) 1008/2008 des Parlaments und des Rates, die die Verordnung (EG) Nr. 2407/1992 des Rates am 1. November 2008 ablöste.
In Deutschland ist die Erteilung des AOC im § 61 der Luftverkehrs-Zulassungs-Ordnung (LuftVZO) geregelt. Darin ist festgelegt, dass sich das Verfahren zur Zulassung bei Flugzeugen, die zur gewerbsmäßigen Beförderung von Personen und Sachen eingesetzt werden, nach den Bestimmungen der Europäischen Agentur für Flugsicherheit (EU-OPS) 1.175 ff. richtet.
Man unterscheidet dabei drei Kategorien:
- AOC für MTOW bis 5,7 Tonnen Höchstabfluggewicht
- AOC für MTOW über 5,7 bis 10 Tonnen Höchstabfluggewicht
- großes AOC für MTOW über 10 Tonnen Höchstabfluggewicht

Ferner gibt es die Unterscheidung Fracht- oder Passagierverkehr. Auch die Operational Area kann eingeschränkt werden, beispielsweise auf Europa. Diese Kriterien sind in dem jeweils erteilten AOC erfasst.
Erteilt wird das AOC von der zuständigen Luftfahrtbehörde; in Deutschland wird ein AOC vom Luftfahrt-Bundesamt (LBA) in Braunschweig erteilt. (Ausnahme: AOC für Unternehmen, die ausschließlich nach Sichtflugregeln (Visual Flight Rules, VFR) operieren, werden von der jeweils zuständigen Landesluftfahrtbehörde erteilt).
Gemäß den EASA-Richtlinien muss das AOC an Bord jedes Flugzeuges mitgeführt werden.
Vor der Erteilung erfolgt eine umfassende technische und wirtschaftliche Prüfung. Dazu müssen Kapitalkraft nachgewiesen und kompetente Personen innerhalb eines Unternehmens benannt werden, welche fachlich in der Lage sind, die entsprechenden Positionen auszufüllen. Ob die benannten Personen auch akzeptiert werden, obliegt der erteilenden Behörde. Diese Personen nennt man in der Fachsprache Manager (Leiter) und Postholder (Fachbereichsleiter). Zu ihnen zählen: Accountable Manager (verantwortlicher Leiter), Quality Manager (Leiter Qualitätssystem), Postholder Flight Operations (Fachbereichsleiter Flugbetrieb), Postholder Ground Operations (Fachbereichsleiter Bodenbetrieb), Postholder Maintenance System (Fachbereichsleiter Instandhaltungssystem), Postholder Crew Training (Fachbereichsleiter Besatzungsschulung).
In der Regel wird, besonders bei einer Ersterteilung, das AOC für einen befristeten Zeitraum erteilt. Auch während dieses Zeitraums kann die Genehmigung jederzeit widerrufen werden. Gründe können sein: Unzuverlässigkeit im technischen und Flugbetrieb oder auch wirtschaftliche Gründe.
Seit Einführung der sogenannten europäischen Richtlinien (Joint Aviation Requirements, JAR) wird eine einheitliche Regelung bei der Erteilung eines AOCs angestrebt. Die übergeordnete europäische Stelle nennt man Joint Aviation Authorities (JAA). Die JAA erlassen nur Vorschläge, welche die Zusammenarbeit in Europa im Luftverkehr standardisieren soll. Die JAR werden anhand eines rechtlichen Übernahmeaktes (z. B. Verordnung) in nationales Recht übernommen. Das nationale Recht bleibt weiterhin anwendbar, soweit es Aspekte betrifft, die nicht von den JAR geregelt werden.
Die EASA hat 2003 die Aufgaben der JAA in Europa übernommen. Mit der Verordnung (EG) Nr. 1592/2002 des Europäischen Parlaments und des Rates bekam die EASA auch eine gesetzgebende Aufgabe. Sie steht somit über dem nationalen Recht. Counterpart in den USA ist die Federal Aviation Administration (FAA), deren Regularien Federal Aviation Regulations (FAR) heißen.